# Primula asarifolia
Primula asarifolia är en viveväxtart som beskrevs av Harold Roy Fletcher. Primula asarifolia ingår i släktet vivor, och familjen viveväxter. Inga underarter finns listade i Catalogue of Life.